# Justino Fernández García
Justino Fernández García (* 28. September 1904 in Mexiko-Stadt; † 12. Dezember 1972 ebenda) war ein mexikanischer Kunsthistoriker und -kritiker.
Fernandéz erwarb seinen Doktorgrad im Studienfach Geschichte an der Universidad Nacional Autónoma de México (UNAM). Als Historiker befasste er sich mit der mexikanischen Kunstgeschichte, mit der er sich kritisch auseinandersetzte. Von 1936 bis 1968 arbeitete er am Instituto de Investigaciones Estéticas der UNAM und übernahm dort ab 1955 die Leitung. Von 1953 bis 1955 unternahm er eine Studienreise nach Europa und Nordafrika, an der sich auch Barragán Morfín Luis Ramiro beteiligte. Fernández war Mitglied der Academia de Artes im Fachbereich Kunstgeschichte und -kritik.